# Muriceides alba
Muriceides alba is een zachte koraalsoort uit de familie Plexauridae. De koraalsoort komt uit het geslacht Muriceides. Muriceides alba werd in 1908 voor het eerst wetenschappelijk beschreven door Nutting. 